# Copa do Brasil de Futebol Sub-17 de 2016
A Copa do Brasil Sub-17 de 2016 foi a quarta edição desta competição futebolística de categoria de base organizada pela Confederação Brasileira de Futebol (CBF).
Foi disputada por 32 equipes entre os dias 29 de março e 31 de maio de 2016. O título desta edição ficou com o Corinthians, que venceu o Sport na decisão por 4–2 no placar agregado.

## Formato e participantes
A CBF divulgou o regulamento e a tabela detalhada da Copa do Brasil Sub-17 em janeiro de 2016. O torneio foi disputado em cinco fases eliminatórias. Os participantes foram os vinte integrantes da primeira divisão nacional e os doze melhores colocados da segunda divisão nacional da temporada passada.
| Federação         | Clube               | Posição (2015)           |
| ----------------- | ------------------- | ------------------------ |
| Alagoas           | CRB                 | 11.º colocado da Série B |
| Bahia             | Bahia               | 9.º colocado da Série B  |
| Bahia             | Vitória             | 3.º colocado da Série B  |
| Goiás             | Goiás               | 19.º colocado da Série A |
| Maranhão          | Sampaio Corrêa      | 8.º colocado da Série B  |
| Minas Gerais      | América Mineiro     | 4.º colocado da Série B  |
| Minas Gerais      | Atlético Mineiro    | 2.º colocado da Série A  |
| Minas Gerais      | Cruzeiro            | 8.º colocado da Série A  |
| Mato Grosso       | Luverdense          | 10.º colocado da Série B |
| Pará              | Paysandu            | 7.º colocado da Série B  |
| Pernambuco        | Náutico             | 5.º colocado da Série B  |
| Pernambuco        | Santa Cruz          | 2.º colocado da Série B  |
| Pernambuco        | Sport               | 6.º colocado da Série A  |
| Paraná            | Atlético Paranaense | 10.º colocado da Série A |
| Paraná            | Coritiba            | 15.º colocado da Série A |
| Rio de Janeiro    | Botafogo            | 1.º colocado da Série B  |
| Rio de Janeiro    | Flamengo            | 12.º colocado da Série A |
| Rio de Janeiro    | Fluminense          | 13.º colocado da Série A |
| Rio de Janeiro    | Vasco da Gama       | 18.º colocado da Série A |
| Rio Grande do Sul | Grêmio              | 3.º colocado da Série A  |
| Rio Grande do Sul | Internacional       | 5.º colocado da Série A  |
| Santa Catarina    | Avaí                | 17.º colocado da Série A |
| Santa Catarina    | Chapecoense         | 14.º colocado da Série A |
| Santa Catarina    | Criciúma            | 12.º colocado da Série B |
| Santa Catarina    | Figueirense         | 16.º colocado da Série A |
| Santa Catarina    | Joinville           | 20.º colocado da Série A |
| São Paulo         | Bragantino          | 6.º colocado da Série B  |
| São Paulo         | Corinthians         | 1.º colocado da Série A  |
| São Paulo         | Palmeiras           | 9.º colocado da Série A  |
| São Paulo         | Ponte Preta         | 11.º colocado da Série A |
| São Paulo         | Santos              | 7.º colocado da Série A  |
| São Paulo         | São Paulo           | 4.º colocado da Série A  |

## Resultados
Os resultados das partidas da competição estão apresentados no chaveamento abaixo. Com partidas de ida e volta, as equipes mandantes da primeira partida estão destacadas em itálico e as vencedoras do confronto, em negrito. Conforme preestabelecido no regulamento, o resultado agregado das duas partidas definiram quem avançou à fase seguinte, com exceção da primeira fase, que possibilitou à agremiação melhor colocada no ranqueamento nacional a possibilidade de dispensar o segundo jogo caso vencesse a primeira partida por dois ou mais gols de diferença. Assim, as 32 equipes iniciais foram a cada fase reduzidas à metade até a final, que foi disputada entre Corinthians e Sport e vencida pela primeira equipe, que se tornou campeã da edição.
| Primeira fase       | Primeira fase | Primeira fase | Primeira fase |  |                  | Oitavas de final    | Oitavas de final | Oitavas de final | Oitavas de final |  |  | Quartas de final | Quartas de final | Quartas de final | Quartas de final |  |  | Semifinais  | Semifinais | Semifinais | Semifinais |  |  | Final       | Final | Final | Final |  |  |
|                     |               |               |               |  |                  |                     |                  |                  |                  |  |  |                  |                  |                  |                  |  |  |             |            |            |            |  |  |             |       |       |       |  |  |
| Ponte Preta         | 2             | 1             | 3             |  |                  |                     |                  |                  |                  |  |  |                  |                  |                  |                  |  |  |             |            |            |            |  |  |             |       |       |       |  |  |
| Internacional       | 2             | 2             | 4             |  |                  | Internacional       | 1                | 1                | 1                |  |  |                  |                  |                  |                  |  |  |             |            |            |            |  |  |             |       |       |       |  |  |
| Joinville           | 3             | 0             | 3             |  | Santos           | 2                   | 2                | 4                |                  |  |  |                  |                  |                  |                  |  |  |             |            |            |            |  |  |             |       |       |       |  |  |
| Santos              | 4             | 5             | 9             |  |                  |                     |                  |                  |                  |  |  | Santos           | 1                | 1                | 2                |  |  |             |            |            |            |  |  |             |       |       |       |  |  |
| América Mineiro     | 3             | 1             | 4             |  |                  |                     |                  |                  |                  |  |  | Fluminense       | 2                | 1                | 3                |  |  |             |            |            |            |  |  |             |       |       |       |  |  |
| Paysandu            | 0             | 3             | 3             |  |                  | América Mineiro     | 0                | 0                | 0                |  |  |                  |                  |                  |                  |  |  |             |            |            |            |  |  |             |       |       |       |  |  |
| Avaí                | 2             | 0             | 2             |  | Fluminense       | 0                   | 3                | 3                |                  |  |  |                  |                  |                  |                  |  |  |             |            |            |            |  |  |             |       |       |       |  |  |
| Fluminense          | 2             | 3             | 5             |  |                  |                     |                  |                  |                  |  |  |                  |                  |                  |                  |  |  | Fluminense  | 1          | 0          | 1          |  |  |             |       |       |       |  |  |
| Sampaio Corrêa      | 0             | —             | 0             |  |                  |                     |                  |                  |                  |  |  |                  |                  |                  |                  |  |  | Sport       | 4          | 4          | 8          |  |  |             |       |       |       |  |  |
| Goiás               | 9             | —             | 9             |  |                  | Goiás               | 1                | 0                | 1                |  |  |                  |                  |                  |                  |  |  |             |            |            |            |  |  |             |       |       |       |  |  |
| Náutico             | 0             | 0             | 0             |  | Flamengo         | 2                   | 3                | 5                |                  |  |  |                  |                  |                  |                  |  |  |             |            |            |            |  |  |             |       |       |       |  |  |
| Flamengo            | 1             | 3             | 4             |  |                  |                     |                  |                  |                  |  |  | Flamengo         | 3                | 1                | 4                |  |  |             |            |            |            |  |  |             |       |       |       |  |  |
| Sport               | 2             | 2             | 4             |  |                  |                     |                  |                  |                  |  |  | Sport (gf)       | 3                | 1                | 4                |  |  |             |            |            |            |  |  |             |       |       |       |  |  |
| Bahia               | 1             | 0             | 1             |  |                  | Sport               | 5                | 1                | 6                |  |  |                  |                  |                  |                  |  |  |             |            |            |            |  |  |             |       |       |       |  |  |
| Criciúma            | 1             | 0             | 1             |  | São Paulo        | 4                   | 1                | 5                |                  |  |  |                  |                  |                  |                  |  |  |             |            |            |            |  |  |             |       |       |       |  |  |
| São Paulo           | 2             | 3             | 5             |  |                  |                     |                  |                  |                  |  |  |                  |                  |                  |                  |  |  |             |            |            |            |  |  | Sport       | 2     | 0     | 2     |  |  |
| CRB                 | 0             | —             | 0             |  |                  |                     |                  |                  |                  |  |  |                  |                  |                  |                  |  |  |             |            |            |            |  |  | Corinthians | 2     | 2     | 4     |  |  |
| Vitória             | 2             | —             | 2             |  |                  | Vitória             | 3                | 0                | 3                |  |  |                  |                  |                  |                  |  |  |             |            |            |            |  |  |             |       |       |       |  |  |
| Santa Cruz          | 1             | 0             | 1             |  | Cruzeiro         | 3                   | 2                | 5                |                  |  |  |                  |                  |                  |                  |  |  |             |            |            |            |  |  |             |       |       |       |  |  |
| Cruzeiro            | 2             | 3             | 5             |  |                  |                     |                  |                  |                  |  |  | Cruzeiro         | 1                | 2                | 3                |  |  |             |            |            |            |  |  |             |       |       |       |  |  |
| Atlético Paranaense | 2             | 1             | 3             |  |                  |                     |                  |                  |                  |  |  | Vasco da Gama    | 2                | 0                | 2                |  |  |             |            |            |            |  |  |             |       |       |       |  |  |
| Palmeiras           | 1             | 1             | 2             |  |                  | Atlético Paranaense | 0                | 1                | 1                |  |  |                  |                  |                  |                  |  |  |             |            |            |            |  |  |             |       |       |       |  |  |
| Figueirense         | 0             | 0             | 0             |  | Vasco da Gama    | 2                   | 0                | 2                |                  |  |  |                  |                  |                  |                  |  |  |             |            |            |            |  |  |             |       |       |       |  |  |
| Vasco da Gama       | 1             | 4             | 5             |  |                  |                     |                  |                  |                  |  |  |                  |                  |                  |                  |  |  | Cruzeiro    | 3          | 1          | 4          |  |  |             |       |       |       |  |  |
| Coritiba            | 1             | 3             | 4             |  |                  |                     |                  |                  |                  |  |  |                  |                  |                  |                  |  |  | Corinthians | 5          | 2          | 7          |  |  |             |       |       |       |  |  |
| Grêmio              | 1             | 2             | 3             |  |                  | Coritiba            | 1                | 1                | 2                |  |  |                  |                  |                  |                  |  |  |             |            |            |            |  |  |             |       |       |       |  |  |
| Luverdense          | 3             | 1             | 4             |  | Corinthians (gf) | 2                   | 0                | 2                |                  |  |  |                  |                  |                  |                  |  |  |             |            |            |            |  |  |             |       |       |       |  |  |
| Corinthians         | 3             | 2             | 5             |  |                  |                     |                  |                  |                  |  |  | Corinthians      | 1                | 3                | 4                |  |  |             |            |            |            |  |  |             |       |       |       |  |  |
| Chapecoense         | 1             | 1             | 2             |  |                  |                     |                  |                  |                  |  |  | Chapecoense      | 0                | 0                | 0                |  |  |             |            |            |            |  |  |             |       |       |       |  |  |
| Atlético Mineiro    | 0             | 1             | 1             |  |                  | Chapecoense         | 4                | 2                | 6                |  |  |                  |                  |                  |                  |  |  |             |            |            |            |  |  |             |       |       |       |  |  |
| Bragantino          | 0             | —             | 0             |  | Botafogo         | 0                   | 3                | 3                |                  |  |  |                  |                  |                  |                  |  |  |             |            |            |            |  |  |             |       |       |       |  |  |
| Botafogo            | 2             | —             | 2             |  |                  |                     |                  |                  |                  |  |  |                  |                  |                  |                  |  |  |             |            |            |            |  |  |             |       |       |       |  |  |